# 坂口正則
坂口 正則（さかぐち まさのり、1948年9月2日 - ）は日本中央競馬会栗東トレーニングセンターに所属していた元調教師。実子に調教師の坂口智康、伯父に元調教師の坂口正二、従兄弟に元調教師の坂口正大がいる。

## 略歴
1967年に坂口正二厩舎で騎手見習いとなり、1974年に騎手となる。1981年騎手免許を更新せず、調教助手に転ずる。1983年に調教師免許を取得し、調教師に転身、1985年に厩舎を開業。初出走は同年7月13日小倉競馬第9競走のコスモフィールドで3着、 初勝利は同年7月28日小倉競馬第11競走、初出走と同じコスモフィールドでのべ3頭目での達成だった。 
1990年の報知杯4歳牝馬特別を6番人気のエイシンサニーで優勝し、重賞初勝利を挙げた。同馬はその後桜花賞に出走し4着と好走、続くオークスでは桜花賞馬アグネスフローラを破り優勝、G1初勝利を挙げた。エイシンの冠名の平井豊光の所有馬は多く預託されていることもあるが、15勝を挙げている重賞のうち11勝がエイシンの馬で相性が良い。
騎手は四位洋文、上村洋行の起用が多い。障害競走は西谷誠が主戦である。
2019年2月28日付けで定年の為、調教師を引退した。

## 騎手成績
| 通算成績 | 1着 | 2着 | 3着 | 騎乗数 | 勝率 | 連対率 |
| -------- | --- | --- | --- | ------ | ---- | ------ |
| 平地     | 44  | 39  | 47  | 522    | .084 | .159   |
| 障害     | 0   | 0   | 0   | 3      | .000 | .000   |
| 計       | 44  | 39  | 47  | 525    | .084 | .158   |

|            | 日付          | 競走名  | 馬名       | 頭数 | 人気 | 着順 |
| ---------- | ------------- | ------- | ---------- | ---- | ---- | ---- |
| 初騎乗     | 1974年3月31日 |         |            |      |      |      |
| 重賞初騎乗 | 1977年5月15日 | スワンS | サカウエー | 12頭 | 9    | 4着  |

## 調教師成績
|            | 日付          | 競馬場・開催  | 競走名                 | 馬名               | 頭数 | 人気 | 着順 |
| ---------- | ------------- | ------------- | ---------------------- | ------------------ | ---- | ---- | ---- |
| 初出走     | 1985年7月13日 | 2回小倉1日9R  | -                      | コスモフィールド   | -    | -    | 3着  |
| 初勝利     | 1985年7月28日 | 2回小倉6日11R | -                      | コスモフィールド   | -    | -    | 1着  |
| 重賞初出走 | 1985年12月8日 | 2回阪神6日11R | ラジオたんぱ杯3歳牝馬S | タイシャープ       | 11頭 | 2    | 9着  |
| GI初出走   | 1989年5月21日 | 3回東京2日10R | 優駿牝馬               | エイシングローリア | 24頭 | 23   | 21着 |
| 重賞初勝利 | 1990年3月18日 | 2回阪神8日11R | 4歳牝馬特別            | エイシンサニー     | 16頭 | 6    | 1着  |
| GI初勝利   | 1990年5月20日 | 3回東京2日10R | 優駿牝馬               | エイシンサニー     | 20頭 | 5    | 1着  |

### 主な管理馬
※括弧内は当該馬の優勝重賞競走、太字はGI級競走。
- エイシンサニー（1990年4歳牝馬特別、オークス）
- エイシンテネシー（1994年京都金杯）
- エイシンサンサン（1994年小倉2歳ステークス）
- エイシンイットオー（1995年小倉2歳ステークス）
- エイシンバーリン（1995年クイーンカップ、アーリントンカップ、1996年京都牝馬特別、シルクロードステークス）
- エイシンキャメロン（1998年デイリー杯3歳ステークス、1999年アーリントンカップ）
- レガシーロック（1999年東京ハイジャンプ、2000年小倉サマージャンプ）
- マルターズヒート（2003年フェアリーステークス）
- スーパージーン（2004年新潟記念）
- エイシンニーザン（2008年阪神スプリングジャンプ）
- エリモマキシム（2009年新潟ジャンプステークス）
- ブラウンワイルド（2010年小倉2歳ステークス）
- エーシンブラン（2011年兵庫チャンピオンシップ）
- エーシンジーライン （2012年小倉大賞典）
- デンコウオクトパス（2012年東京ハイジャンプ、東京ジャンプステークス、2013年京都ジャンプステークス）
- エイシンヒカリ (2015年エプソムカップ、毎日王冠、香港カップ、2016年イスパーン賞)
- ゴールドクイーン （2018年葵ステークス）

## 主な厩舎所属者
※太字は門下生。括弧内は厩舎所属期間と所属中の職分。
- 佐々木晶三（1986年-1994年 調教助手）
- 畑端省吾（2000年-2007年 騎手）
- 黒岩悠（2007年 騎手）
- 南井大志（2008年-2009年 騎手）